# Norbert Nothhelfer

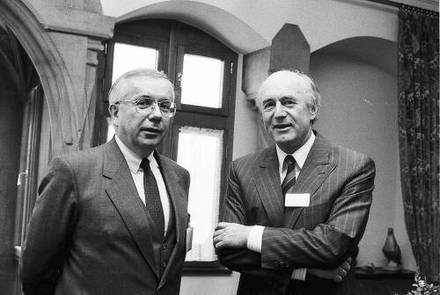
Claude Guizard (links), Präfekt von Colmar, bei Regierungspräsident Norbert Nothhelfer, Freiburg 1990

Norbert Nothhelfer (* 2. Juli 1937 in Säckingen) ist ein baden-württembergischer Politiker der CDU und ein Manager. Er war von 1979 bis 1991 Regierungspräsident des Regierungsbezirks Freiburg.

## Ausbildung und Beruf
Als Sohn des badischen Justizrats Hans Nothhelfer geboren, besuchte Norbert Nothhelfer die humanistischen Gymnasien Kolleg St. Blasien und in Ravensburg, studierte Rechtswissenschaften und Volkswirtschaft in Freiburg, Tübingen und Hamburg. 1963 promovierte er in München zum Dr. iur. bei Eugen Ulmer. 1966 legte er das zweite Staatsexamen ab und trat in den Höheren Verwaltungsdienst des Landes Baden-Württemberg ein. 
Nach Tätigkeiten in den Landratsämtern Emmendingen und Wangen war er von 1971 bis 1979 Landrat des Landkreises Waldshut. Von 1976 bis 1977 war er für den Wahlkreis Waldshut außerdem Mitglied des Deutschen Bundestages. Wegen des nach der Wahl erlassenen Inkompatibilitätsgesetzes, mit dem die Unvereinbarkeit eines Bundestagsmandats mit einem kommunalen Wahlamt erstmals festgelegt wurde, musste er 1977 auf das in direkter Wahl gewonnene Bundestagsmandat verzichten.
1979 wurde Nothhelfer zum Regierungspräsidenten des Regierungsbezirks Freiburg berufen. Als Regierungspräsident setzte er für seine Arbeit die thematischen Schwerpunkte: Umweltschutz, Landschaftsschutz und Naturschutz, grenzüberschreitende Zusammenarbeit und Verbesserung der regionalen Wirtschaftsstruktur und der Verkehrsverbindungen. In seiner Zeit wurde die trinationale Kooperation mit deutsch-französisch-schweizerischen Kongressen zu den Schwerpunktthemen Verkehr, Umwelt, Bildung und Kultur intensiviert. 
Er setzte die Schaffung einer neuen Stabsstelle für grenzüberschreitende Zusammenarbeit durch, die konzeptionell und organisatorisch für alle grenzüberschreitenden Projekte federführend zuständig war. Ein wichtiger Schritt dabei war die Etablierung der sog. INTERREG-Programme, mit denen bedeutende Mittel aus Brüssel für bi- und trinationale Projekte akquiriert werden konnten. Mit diesen Aufgaben betraute er Wilderich von Droste zu Hülshoff. Er institutionalisierte erstmals die Zusammenarbeit zwischen dem Regierungspräsidium und der regionalen Wirtschaft durch einen regelmäßigen Gesprächskreis und setzte zusammen mit der regionalen Wirtschaft eine leistungsfähige Ost-West-Verkehrsverbindung als B 31-Ost durch. Die großen Akzeptanzprobleme konnten durch neue Formen der Öffentlichkeitsbeteiligung weitgehend ausgeräumt werden in der Weise, dass erstmals die Planung mit einem „Tross“ von Experten aus den Bereichen Verkehr, Umwelt, Land- und Forstwirtschaft und regionaler Wirtschaft an den lokalen Brennpunkten mit der betroffenen Bevölkerung diskutiert wurde.
Auf Nothhelfers Initiative und unter seinem Vorsitz wurde 1982 das Aktionsprogramm Grüne Charta der CDU Südbaden erarbeitet, das der spätere Ministerpräsident Erwin Teufel aufgriff.
1991 wechselte er in die Wirtschaft als Alleinvorstand der Rothaus AG bis 2004. In dieser Zeit steigerte die Firma Ausstoß, Umsatz und Gewinn um das Dreifache und sicherte damit den Standort Rothaus Grafenhausen und qualifizierte Arbeitsplätze im strukturschwachen Hochschwarzwald. Seit 2005 war er Aufsichtsrat in der Rothaus AG. 
Seit 2007 ist Nothelfer Vorsitzender des Landesverbandes Baden-Württemberg im Volksbund Deutsche Kriegsgräberfürsorge und Mitglied des Bundespräsidiums. Seit 2010 ist er Bezirksvorsitzender der Senioren-Union Südbaden und Vorsitzender der Freiburger Turnerschaft.
Von 2006 bis 2015 war Nothhelfer stellvertretender Richter am Staatsgerichtshof für das Land Baden-Württemberg.
Nothhelfer ist seit seiner Studentenzeit Mitglied der katholischen Studentenkorporation K.St.V. Albertia München im KV.
Am 16. Juni 2004 wurde Nothhelfer zum Senator e. h. der Albert-Ludwigs-Universität Freiburg ernannt.